# Sinclair BASIC
O Sinclair BASIC (que recebeu o nome do inovador Sir Clive Sinclair) é um dialeto da linguagem de programação BASIC utilizada nos micros de 8-bits da Sinclair Research e Timex Sinclair. O interpretador Sinclair BASIC foi desenvolvido pela Nine Tiles Networks Ltd.